# Little Talks
" Little Talks " là đĩa đơn đầu tay của ban nhạc indie folk/ indie pop Iceland Of Monsters and Men. Bài hát đã được phát hành như là đĩa đơn từ album phòng thu đầu tay của họ, My Head Is an Animal (2012). Nó cũng đã được phát hành trên EP của ban nhạc Into the Woods. Nó được viết bởi Nanna Bryndís Hilmarsdóttir và Ragnar Þórhallsson, và sản xuất bởi Aron Thor Arnarsson.

## Bài hát
USA Today mô tả bài hát như một " bản hit quái vật ", lưu ý đoạn "điệp khúc phi mã" của nó. Theo Nanna Bryndís Hilmarsdóttir, bài hát mô tả hai người yêu nói chuyện qua lại với nhau và có nghĩa là một người gần đây đã chết, nói rằng "có thể một người không thực sự nghe một người khác." Bài hát được lấy cảm hứng từ một căn nhà cũ, mà cô gái chuyển vào.

## Music video
MV được phát hành cho công chúng thông qua YouTube vào ngày 02 Tháng 2 năm 2012.
Nó bắt đầu với năm thủy thủ(do các thành viên nam của nhóm nhạc) thấy một cái gì đó rơi xuống từ bầu trời. Khi họ điều tra, nó tách ra để lộ một sinh vật nữ xinh đẹp (Nanna Bryndis Hilmarsdóttir). Cô gia nhập thủy thủ trên tàu bầu trời của họ, nhưng họ bị tấn công bởi một con chim hai đầu rất lớn. Người phụ nữ kỳ diệu chiến thắng con chim, nhưng các tàu rơi, buộc các thủy thủ và người phụ nữ tiếp tục đi bộ vào một hang động. Khi họ xuất hiện, họ đang phải đối mặt với một con thú khác và một lần nữa bị đánh bại bởi người phụ nữ. Họ bị đẩy trở đi, nhưng khi họ đang băng qua một lớp băng, băng bị vỡ, họ rơi vào nước sâu lạnh lẽo và vào nanh vuốt của một con quái vật biển. Sinh vật nữ đánh bại con quái vật, và họ sử dụng một tảng băng trôi nổi để lên vào bầu trời, nơi họ gặp bởi một con vật khổng lồ bao phủ bởi màu sắc tương tự như các sinh vật nữ, cô mỉm cười và ở bên người thân của mình khi bài hát kết thúc.
Video sản xuất bởi các công ty sản xuất WeWereMonkeys  người cũng sản xuất video cho đĩa đơn của ban nhạc "King and Lionheart".
MV được đề cử trong năm 2012 MTV Video Music Awards cho Chỉ đạo nghệ thuật xuất sắc nhất trong video, nhưng đã để thua Wide Awake của Katy Perry.

## Bảng xếp hạng và chứng nhận
| Chart (2011–13)                                    | Peak position |
| -------------------------------------------------- | ------------- |
| Úc (ARIA)                                          | 7             |
| Áo (Ö3 Austria Top 40)                             | 9             |
| Bỉ (Ultratop 50 Flanders)                          | 3             |
| Bỉ (Ultratop 50 Wallonia)                          | 11            |
| Canada (Canadian Hot 100)                          | 55            |
| Canadian Alternative Rock                          | 2             |
| Cộng hòa Séc (Rádio Top 100)                       | 2             |
| Europe (Euro Digital Songs)                        | 9             |
| Pháp (SNEP)                                        | 86            |
| Trường songid là BẮT BUỘC CHO BẢNG XẾP HẠNG ĐỨC    | 5             |
| Iceland (Tónlist)                                  | 1             |
| Ireland (IRMA)                                     | 1             |
| Ý (FIMI)                                           | 2             |
| Japan (Japan Hot 100)                              | 72            |
| Luxembourg Digital Songs (Billboard)               | 6             |
| Mexico Ingles Airplay (Billboard)                  | 1             |
| Mexico Airplay (Billboard)                         | 43            |
| Hà Lan (Dutch Top 40)                              | 16            |
| New Zealand (Recorded Music NZ)                    | 4             |
| Ba Lan (Polish Airplay Top 100)                    | 4             |
| Scotland (OCC)                                     | 12            |
| LỖI: PHẢI CUNG CẤP year CHO BẢNG XẾP HẠNG Slovakia | 6             |
| Tây Ban Nha (PROMUSICAE)                           | 21            |
| Thụy Điển (Sverigetopplistan)                      | 21            |
| Thụy Sĩ (Schweizer Hitparade)                      | 24            |
| Anh Quốc (OCC)                                     | 12            |
| Hoa Kỳ Billboard Hot 100                           | 20            |
| Hoa Kỳ Pop Airplay (Billboard)                     | 18            |
| Hoa Kỳ Adult Pop Airplay (Billboard)               | 6             |
| Hoa Kỳ Adult Contemporary (Billboard)              | 20            |
| Hoa Kỳ Alternative Songs (Billboard)               | 1             |
| US Rock Songs (Billboard)                          | 3             |
| Venezuela Top 200 (Record Report)                  | 108           |

| Quốc gia                                                                           | Chứng nhận  | Số đơn vị/doanh số chứng nhận |
| ---------------------------------------------------------------------------------- | ----------- | ----------------------------- |
| Úc (ARIA)                                                                          | 5× Platinum | 350.000^                      |
| Áo (IFPI Áo)                                                                       | Gold        | 15.000*                       |
| Bỉ (BEA)                                                                           | Platinum    | 30.000*                       |
| Canada (Music Canada)                                                              | Platinum    | 80.000*                       |
| Đức (BVMI)                                                                         | Platinum    | 500.000^                      |
| Ý (FIMI)                                                                           | Platinum    | 30.000*                       |
| New Zealand (RMNZ)                                                                 | 2× Platinum | 30.000*                       |
| Thụy Điển (GLF)                                                                    | Platinum    | 20.000‡                       |
| Thụy Sĩ (IFPI)                                                                     | Gold        | 15.000^                       |
| Hoa Kỳ (RIAA)                                                                      | 3× Platinum | 3,000,000*                    |
| * Chứng nhận dựa theo doanh số tiêu thụ. ^ Chứng nhận dựa theo doanh số nhập hàng. |             |                               |

| Chart (2012)         | Peak position |
| -------------------- | ------------- |
| Australia (ARIA)     | 38            |
| Poland (ZPAV)        | 49            |
| US Rock Songs        | 7             |
| US Alternative Songs | 3             |

### Đề cử
| Năm  | Đề cử / Tác phẩm | Giải thưởng                                  | Kết quả |
| ---- | ---------------- | -------------------------------------------- | ------- |
| 2012 | "Little Talks"   | MTV Video Music Award for Best Art Direction | Đề cử   |

## Thể loại
1. ↑  Mansfield, Brian (ngày 1 tháng 3 năm 2012). "On the Verge: Of Monsters and Men – USATODAY.com". Bản gốc lưu trữ ngày 23 tháng 2 năm 2013. Truy cập ngày 26 tháng 2 năm 2013.
2. ↑  Of Monsters and Men - Little Talks. ngày 2 tháng 2 năm 2012.
3. ↑  "Discovery: Of Monsters and Men - Page". Interview Magazine. Truy cập ngày 20 tháng 6 năm 2013.
4. ↑  "WeWereMonkeys - Of Monsters and Men: Little Talks". Truy cập ngày 13 tháng 4 năm 2013.
5. ↑  "WeWereMonkeys - Of Monsters and Men: King and Lionheart". Truy cập ngày 13 tháng 4 năm 2013.
6. ↑  "Best Art Direction Winner 2012 MTV Video Music Awards (VMA)". MTV. Viacom International Inc. 2012. Bản gốc lưu trữ ngày 29 tháng 1 năm 2013. Truy cập ngày 17 tháng 11 năm 2012.
7. ↑  "Australian-charts.com – Of Monsters and Men – Little Talks" (bằng tiếng Anh). ARIA Top 50 Singles.
8. ↑  "Austriancharts.at – Of Monsters and Men – Little Talks" (bằng tiếng Đức). Ö3 Austria Top 40.
9. ↑  "Ultratop.be – Of Monsters and Men – Little Talks" (bằng tiếng Hà Lan). Ultratop 50.
10. ↑  "Ultratop.be – Of Monsters and Men – Little Talks" (bằng tiếng Pháp). Ultratop 50.
11. ↑  "Of Monsters and Men Chart History (Canadian Hot 100)". Billboard (bằng tiếng Anh).
12. ↑  Rock, Canadian (ngày 12 tháng 6 năm 2012). "Canadian Active Rock & Alt Rock Chart Archive: Alternative Rock - ngày 12 tháng 6 năm 2012". Canadianrockalt.blogspot.ca. Truy cập ngày 20 tháng 6 năm 2013.
13. ↑  "ČNS IFPI" (bằng tiếng Séc). Hitparáda – Radio Top 100 Oficiální. IFPI Cộng hòa Séc. Ghi chú: Chọn 38. týden 2012.  Truy cập ngày 28 tháng 9 năm 2012.
14. ↑  "Chart Search Results - Euro Digital Songs 2012-09-15". Billboard.biz. Truy cập ngày 4 tháng 11 năm 2012.[liên kết hỏng]
15. ↑  "Lescharts.com – Of Monsters and Men – Little Talks" (bằng tiếng Pháp). Les classement single.
16. ↑  "Netlistinn viku 40, 2011". Tonlist.is. Truy cập ngày 20 tháng 6 năm 2013.
17. ↑  "Chart Track: Week 33, 2012" (bằng tiếng Anh). Irish Singles Chart.
18. ↑  "Italiancharts.com – Of Monsters and Men – Little Talks" (bằng tiếng Anh). Top Digital Download.
19. ↑  "Chart Search Results - Japan Hot 100 Singles 2012-06-09". Billboard.biz. Truy cập ngày 4 tháng 11 năm 2012.[liên kết hỏng]
20. ↑  "Chart Search Results - Luxembourg Digital Songs 2012-08-04". Billboard.biz. Truy cập ngày 4 tháng 11 năm 2012.[liên kết hỏng]
21. ↑  "Mexico Ingles Airplay - ngày 8 tháng 12 năm 2012". Billboard. Bản gốc lưu trữ ngày 5 tháng 5 năm 2018. Truy cập ngày 23 tháng 9 năm 2013.
22. ↑  "Chart Search Results - Mexico Airplay 2012-11-10". Billboard.biz. Truy cập ngày 1 tháng 11 năm 2012.[liên kết hỏng]
23. ↑  "Nederlandse Top 40 – Of Monsters and Men" (bằng tiếng Hà Lan). Dutch Top 40.
24. ↑  "Charts.nz – Of Monsters and Men – Little Talks" (bằng tiếng Anh). Top 40 Singles.
25. ↑  "Listy bestsellerów, wyróżnienia :: Związek Producentów Audio-Video" (bằng tiếng Ba Lan). Polish Airplay Top 100.
26. ↑  "Official Scottish Singles Sales Chart Top 100" (bằng tiếng Anh). Official Charts Company.
27. ↑  "Spanishcharts.com – Of Monsters and Men – Little Talks" (bằng tiếng Anh). Canciones Top 50.
28. ↑  "Swedishcharts.com – Of Monsters and Men – Little Talks" (bằng tiếng Anh). Singles Top 100.
29. ↑  "Swisscharts.com – Of Monsters and Men – Little Talks" (bằng tiếng Đức). Swiss Singles Chart.
30. ↑  "Official Singles Chart Top 100" (bằng tiếng Anh). Official Charts Company.
31. ↑  "Of Monsters and Men Chart History (Hot 100)". Billboard (bằng tiếng Anh).
32. ↑  "Of Monsters and Men Chart History (Pop Songs)". Billboard (bằng tiếng Anh).
33. ↑  "Of Monsters and Men Chart History (Adult Pop Songs)". Billboard (bằng tiếng Anh).
34. ↑   "Of Monsters and Men Chart History (Adult Contemporary)". Billboard (bằng tiếng Anh).
35. ↑  "Of Monsters and Men Chart History (Alternative Songs)". Billboard (bằng tiếng Anh).
36. ↑  http://www.billboard.com/artist/277079/monsters-and-men/chart
37. ↑  "Nuevas Esta Semana". Record Report (bằng tiếng Tây Ban Nha). R.R. Digital C.A. ngày 13 tháng 10 năm 2012. Lưu trữ bản gốc ngày 14 tháng 10 năm 2012. Truy cập ngày 23 tháng 9 năm 2013.
38. ↑  "ARIA Charts – Accreditations – 2013 Singles" (PDF) (bằng tiếng Anh). Hiệp hội Công nghiệp ghi âm Úc.
39. ↑  "Chứng nhận đĩa đơn   Áo – Of Monsters and Men – Little Talks" (bằng tiếng Đức). IFPI Áo. Truy cập ngày 10 tháng 11 năm 2012.
40. ↑  "Ultratop − Goud en Platina – singles 2013" (bằng tiếng Hà Lan). Ultratop. Hung Medien.
41. ↑  "Chứng nhận đĩa đơn   Canada – Of Monsters and Men – Little Talks" (bằng tiếng Anh). Music Canada. Truy cập ngày 5 tháng 10 năm 2012.
42. ↑  "Gold-/Platin-Datenbank (Of Monsters and Men; 'Little Talks')" (bằng tiếng Đức). Bundesverband Musikindustrie. Truy cập ngày 21 tháng 8 năm 2012.
43. ↑  "Chứng nhận đĩa đơn   Ý – Of Monsters and Men – Little Talks" (bằng tiếng Ý). Federazione Industria Musicale Italiana. Truy cập ngày 11 tháng 9 năm 2012. Chọn "2012" ở menu thả xuống "Anno". Chọn "Little Talks" ở mục "Filtra". Chọn "Singoli" dưới "Sezione".
44. ↑  MỤC id (chart number) CHO CHỨNG NHẬN NEW ZEALAND PHẢI ĐƯỢC CUNG CẤP.
45. ↑  "Artikelinformation: Of Monsters and Men - Little talks (must search for and navigate to specific album information)". Sverigetopplistan. Truy cập ngày 19 tháng 12 năm 2012.
46. ↑  "The Official Swiss Charts and Music Community: Chứng nhận ('Little Talks')" (bằng tiếng Đức). IFPI Thụy Sĩ. Hung Medien. Truy cập ngày 8 tháng 12 năm 2012.
47. ↑  "Chứng nhận đĩa đơn   Hoa Kỳ – Of Monsters and Men – Little Talks" (bằng tiếng Anh). Hiệp hội Công nghiệp Ghi âm Hoa Kỳ. Truy cập ngày 12 tháng 9 năm 2012.
48. ↑  "ARIA 2012 Top 100 Albums Chart" (PDF). Australian Recording Industry Association (ARIA). Truy cập ngày 16 tháng 1 năm 2013.
49. ↑  "TOP digital utworów - 2012" (bằng tiếng Ba Lan). ZPAV. Truy cập ngày 23 tháng 3 năm 2013.
50. ↑  "Best of 2012 - Rock Songs 1-10". Billboard.com. Truy cập ngày 16 tháng 1 năm 2013.
51. ↑  "Best of 2012 - Alternative Songs 1-10". Billboard.com. Bản gốc lưu trữ ngày 1 tháng 6 năm 2013. Truy cập ngày 16 tháng 1 năm 2013.